# Pandemia de COVID-19 en Irlanda
El primer caso de la pandemia de COVID-19 en Irlanda llegó el día 29 de febrero de 2020, en relación con un hombre que venia del norte de Italia, y en un plazo de tres semanas se habían confirmado los casos en todos los condados del país.
Hasta el 18 de febrero de 2022, se contabiliza la cifra de 1,265,124 casos confirmados y 6,417 fallecidos del virus.

## Respuesta de la Unión Europea
A partir de finales del primer trimestre de 2020, varios de los Estados miembros de la Unión se confrontaron a la crisis sanitaria de la pandemia de COVID-19. El impacto mediático generado por la situación, precipitó a los gobiernos nacionales y a las instituciones europeas a una situación sin precedentes, que en marzo, llevó a que los Estados miembros aceptaran la recomendación emitida por la Comisión Von der Leyen sobre lo que deberían hacer para restringir la entrada en el territorio a los residentes extracomunitarios. Casi al mismo tiempo, la Comisión lanzó su primera reserva de material médico con el fin de repartirlo a los Estados de la Unión más afectados por la pandemia.
En abril se sucedieron numerosas acciones políticas en respuesta a la crisis. En primer lugar reaccionó el Banco Central Europeo (BCE) con un programa de compra de títulos para evitar el colapso de los mercados de deuda, lo que contribuyó a estabilizar la situación financiera. Entonces, tras ser aprobada por primera vez la denominada “cláusula general de salvaguarda” prevista para escenarios de graves crisis generalizadas que afecten a la eurozona, la Comisión pudo levantar los límites que fijaba el pacto de estabilidad y crecimiento. De esta forma se autorizó a los gobiernos nacionales a inyectar en la economía tanto dinero «como fuese necesario». A dicha flexibilización se añadieron también los cambios en la autorización de ayudas públicas, ya que la normativa permitió otorgar hasta 800.000 euros por compañía en forma de subvención directa o ventajas fiscales. De manera complementaria, el Eurogrupo logró un acuerdo la segunda semana de abril que estableció los detalles de la primera red de seguridad comunitaria contra los efectos de la pandemia.
Pero el anuncio más destacado llegó el 18 de mayo de 2020, cuando en una rueda de prensa Merkel y Macron presentaron un plan para la UE en el marco de la crisis de la pandemia. Este impulso se integró con varias acciones institucionales de las semanas anteriores, y sirvió de base al plan recuperación económica (Next Generation EU) presentado por Von der Leyen la semana siguiente. Empero, el anuncio conjunto de Merkel y Macron fue impulsado por un fallo del Tribunal Constitucional de Alemania, que días antes había puesto en duda la independencia del Banco Central Europeo (BCE) para mantener a flote las economías de los miembros más vulnerables de la organización, así como la gobernabilidad de la UE. Hasta entonces, Merkel —quien ocho años antes, en el punto más álgido de la crisis del euro, aseguró que no habría eurobonos «mientras yo viva»— se había opuesto a la propuesta de Macron para crear un fondo que obligaría a los 27 a aumentar la deuda de forma conjunta.
En diciembre de 2020, la vacuna Tozinameran contra la COVID-19 logró la autorización de comercialización en la UE. BioNTech (Societas europaea), el laboratorio al origen de dicho producto, había recibido más de 9 millones de euros de financiación de la UE para la investigación durante la década precedente. Además, en junio fue beneficiario de un préstamo de 100 millones de euros del Banco Europeo de Inversiones (BEI), respaldado por la UE. Esto ayudó al laboratorio alemán a ampliar sus capacidades de fabricación y a suministrar la vacuna a nivel mundial.
En el plano internacional, durante el mes de mayo la Comisión lanzó la "Respuesta mundial al coronavirus", una acción que perseguía el «acceso universal a vacunas, tratamientos y tests de coronavirus asequibles». En la primera jornada del evento quedó cubierto el objetivo monetario de 7400 millones de euros, más de un tercio de los cuales procedían de la UE y sus Estados miembros. Este “maratón mundial de donantes”, dio paso al lanzamiento de una campaña denominada Global Goal: Unite for our Future que culminó el 27 de junio con una cumbre mundial de donantes, presidida por Von der Leyen, que recaudo 6.150 millones de euros.

## Cronología

### Febrero 2020
El 29 de febrero, se anunció el primer caso confirmado en la República de Irlanda en el que participaron un estudiante varón del este del país, que había llegado allí desde el norte de Italia. Las autoridades cerraron una escuela secundaria vinculada al caso como medida de precaución. El Estado no  nos nombre a la escuela involucrada, pero, poco después, el editor político del examinador Irlandés, Daniel McConnell, tuiteó una copia de la carta que había enviado a los padres informándoles que cerraría.

### Marzo 2020
El 11 de marzo, un paciente de edad avanzada en el Hospital General de Naas en el Condado de Kildare (suroeste de Dublín, la capital del país) se convirtió en la primera víctima mortal del virus en el país.
El 12 de marzo, Leo Varadkar anunció el cierre de todas las escuelas, colegios y centros de cuidado infantil hasta el 29 de marzo. El anuncio, se produjo un día después de que la Organización Mundial de la Salud declarara formalmente que el brote era una pandemia.
El 15 de marzo, el Gobierno ordenó el cierre de bares y casas públicas y desaprobó en contra de las fiestas de la casa.

### Abril 2020
El 1 de abril, se anunció que el Director Médico Holohan, que mostraba signos de enfermedad durante la conferencia de prensa de la noche anterior, había entrado en el hospital por razones no COVID-19; Ronan Glynn (Director Médico Adjunto y Jefe de la Unidad de Protección de la Salud del Departamento de Salud) se hizo cargo.
El 10 de abril se informó de que había una discrepancia entre el número de casos confirmados por el Departamento de Salud de Irlanda y la ECDC, debido a las pruebas de hisopos enviadas a Alemania para su análisis para eliminar el atraso y las pruebas en Irlanda. Leo Varadkar anunció que las medidas introducidas el 27 de marzo se prorrogarían al menos hasta el 5 de mayo.
El 14 de abril, el ministro de Salud, Simon Harris, dijo que se habían enviado entre 25 000 y 30 000 pruebas a Alemania y que se había devuelto la mitad de los resultados, y el resto debía ser devuelto para la próxima semana. El equipo nacional de emergencia de Salud Pública dijo que habría un peligro real de una segunda ola de casos de virus, si el cambio de restricciones no se hacía correctamente.

### Mayo 2020
El 1 de mayo, Leo Varadkar anunció la prórroga de las restricciones actuales al 18 de mayo como muy pronto. Una hoja de ruta para aliviar las restricciones en Irlanda que incluye cinco etapas fue adoptada por el gobierno y posteriormente publicada en línea.
El 15 de mayo, el director médico Tony Holohan anunció que siete niños habían sido identificados con vínculos con el síndrome inflamatorio multisistema pediátrico, una nueva enfermedad asociada temporalmente con COVID-19. El Gobierno de Irlanda confirmó que la primera fase de flexibilización de las restricciones COVID-19 comenzaría el lunes 18 de mayo.
El 18 de mayo comenzó la hoja de ruta del gobierno de aliviar las restricciones de COVID-19.

### Julio 2020
El 7 de julio, el Ejecutivo del Servicio de Salud lanzó la aplicación de rastreo de contactos COVID-19 Tracker que utiliza la tecnología ENS y Bluetooth para registrar si un usuario está en estrecho contacto con otro usuario, intercambiando códigos anónimos, con más de un millón de descargas dentro de los dos días posteriores a su lanzamiento.
La cuarta fase de flexibilización de las restricciones COVID-19 estaba inicialmente programada para el 20 de julio, pero se pospuso repetidamente hasta el 31 de agosto como muy pronto.

### Agosto 2020
El 12 de agosto, se anunció que el Gobierno de Irlanda tiene la intención de alejarse de las fases de reapertura del país y cambiar a un sistema codificado por colores previsto por el Equipo Nacional de Emergencias de Salud Pública para indicar cómo los condados, las regiones y el país en su conjunto se ven afectados actualmente por COVID-19.
El 18 de agosto, tras una reunión del Gabinete en Edificios Gubernamentales, el Gobierno de Irlanda anunció seis nuevas medidas debido al creciente número de casos confirmados, que permanecerán en vigor al menos hasta el 13 de septiembre.

### Septiembre 2020
El 15 de septiembre, Seán Fearghaíl anunció que todo el gobierno tendría que restringir sus movimientos después de que el ministro de Salud Stephen Donnelly se sintiera mal y se puso en contacto con su médico de cabecera para una prueba COVID-19. También el Gobierno de Irlanda anunció un plan a medio plazo para vivir con COVID-19 que incluye cinco niveles de restricciones, con todo el país en el nivel 2 y restricciones específicas en Dublín, incluido el aplazamiento de la reapertura de los pubs que no sirven alimentos.
El 18 de septiembre, tras un anuncio en Government Buildings, Taoiseach Micheál Martin confirmó que Dublín pasaría a las restricciones de nivel 3 desde la medianoche y permanecería en vigor durante tres semanas hasta el 9 de octubre.
El 24 de septiembre, Taoiseach Micheál Martin confirmó que Donegal pasaría a las restricciones de nivel 3 a partir de la medianoche del 25 de septiembre y permanecería en su lugar durante tres semanas hasta el 16 de octubre, con los pubs abiertos para comidas para llevar, entrega y comida al aire libre a un máximo de 15 personas.

### Octubre 2020
El 4 de octubre, en una carta enviada al Gobierno de Irlanda, el Equipo Nacional de Emergencias de Salud Pública recomendó el nivel más alto de restricciones para todo el país (nivel 5)  durante cuatro semanas, después de una reunión de la NPHET presidida por el Director Médico Tony Holohan.
El 5 de octubre, el Gobierno rechazó la recomendación de NPHET de colocar a todo el país bajo restricciones del nivel 5, y en su lugar trasladó a cada condado de Irlanda a restricciones de nivel 3 COVID-19 con mejores aplicaciones y comidas interiores en pubs y restaurantes prohibidos, que entrarán en vigor desde la medianoche del 6 de octubre hasta el 27 de octubre a más tardar.
El 14 de octubre, el Gobierno de Irlanda acordó una prohibición nacional de todas las visitas a los hogares desde la noche del jueves 15 de octubre, excepto por razones esenciales, como el cuidado de los niños y por motivos compasivos. Taoiseach Micheál Martin anunció que los condados de Cavan, Donegal y Monaghan pasarían a las restricciones de nivel 4 a partir de la medianoche del 15 de octubre.
El 16 de octubre, el Equipo Nacional de Emergencia de Salud Pública recomendó al Gobierno de Irlanda que trasladara a todo el país a las restricciones al nivel 5 durante seis semanas.
El 19 de octubre, el Gobierno de Irlanda acordó trasladar a todo el país a restricciones de bloqueo de nivel 5 desde la medianoche del miércoles 21 de octubre durante seis semanas hasta el 1 de diciembre.

### Noviembre 2020
El 27 de noviembre, el Gobierno de Irlanda acordó el enfoque para aliviar las restricciones, incluida una medida escalonada a las restricciones de nivel 3 a nivel nacional a partir de la medianoche del martes 1 de diciembre, con varias excepciones en vigor para el período navideño a partir del 18 de diciembre.

### Diciembre 2020
El 1 de diciembre, todas las tiendas minoristas no esenciales, proveedores de peluquería y belleza, gimnasios y centros de ocio, cines, museos y galerías reabrieron tras seis semanas de cierre. Mientras tanto, el Gobierno de Irlanda aprobó un acuerdo de compra anticipada para 875 000 dosis de la vacuna COVID-19 producida por Moderna.
El 4 de diciembre, miles de restaurantes, cafeterías, gastropubs y restaurantes de hoteles reabrieron después de seis semanas de cierre.

## Estadísticas

### Casos por condados
| Dublín    | 477 637   | 2495 |
| Cork      | 160 349   | 661  |
| Galway    | 85 854    | 245  |
| Kildare   | 79 316    | 417  |
| Limerick  | 66 708    | 345  |
| Meath     | 66 531    | 241  |
| Donegal   | 57 218    | 262  |
| Louth     | 50 951    | 279  |
| Tipperary | 48 881    | 173  |
| Wexford   | 42 860    | 220  |
| Kerry     | 42 067    | 155  |
| Clare     | 40 639    | 186  |
| Wicklow   | 40 495    | 213  |
| Mayo      | 38 934    | 294  |
| Waterford | 38 901    | 166  |
| Westmeath | 33 772    | 126  |
| Kilkenny  | 29 596    | 133  |
| Laois     | 27 332    | 122  |
| Cavan     | 25 151    | 155  |
| Offaly    | 24 640    | 112  |
| Carlow    | 22 456    | 104  |
| Monaghan  | 22 278    | 121  |
| Roscommon | 21 097    | 103  |
| Sligo     | 19 600    | 54   |
| Longford  | 14 284    | 47   |
| Leitrim   | 9738      | 40   |
| Irlanda   | 1 578 284 | 7442 |